# Kirche Rothemühl

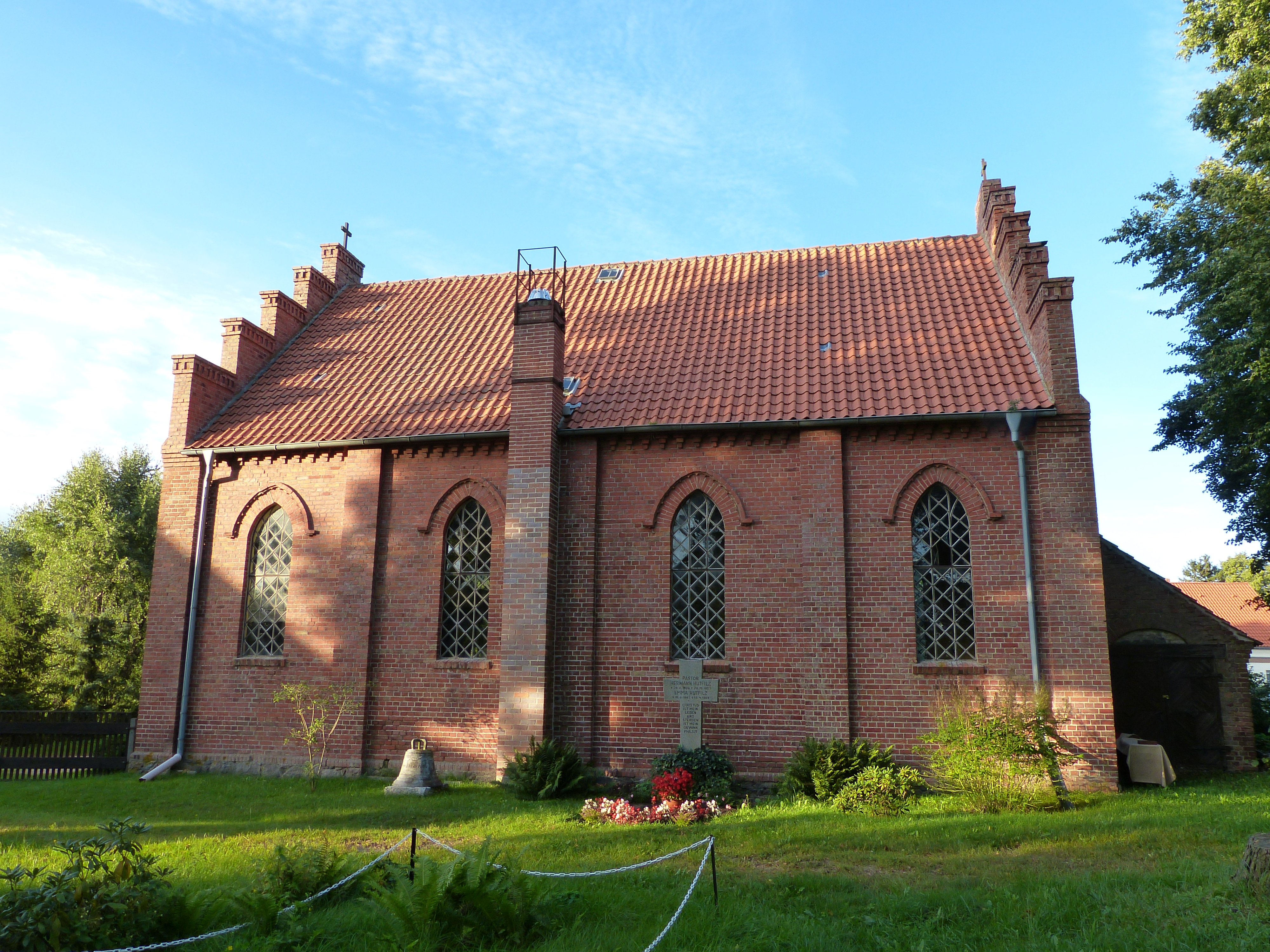
Kirche Rothemühl

Die Kirche Rothemühl ist ein denkmalgeschütztes Kirchengebäude in Rothemühl im Landkreis Vorpommern-Greifswald. Sie gehört zur Kirchengemeinde Ferdinandshof in der Propstei Pasewalk des Kirchenkreises Pommern der Evangelisch-Lutherischen Kirche in Norddeutschland.
Die Kirche in Rothemühl wurde 1879 als Notkirche errichtet. Sie ist ein rechteckiger Backsteinbau mit zwei Staffelgiebeln. Seitenwände und Giebel sind mit Lisenen gegliedert. Die Fenster des vierachsigen Baus haben Spitzbögen.
Das Geläut im freistehenden Glockenstuhl aus Eisen besteht aus zwei Glocken. Eine weitere Glocke mit der Aufschrift „Rothemühle: 1804“ ist vor der Südwand der Kirche abgestellt.
Auf dem Friedhof befinden sich mehrere denkmalgeschützte Grabstellen mit guss- und schmiedeeisernen Grabgittern. Das Grabdenkmal für den Forstbediensteten Johann Werner Lücke († 1789) besteht aus Sandstein und stellt eine mit Girlanden geschmückte Vase auf einem geschwungenen Sockel dar. Der Pädagoge und Heimatforscher Otto Bruchwitz (1877–1956) wurde auf dem Friedhof beigesetzt.